# Volkmannsdorf
Volkmannsdorf é um município da Alemanha localizado no distrito de Saale-Orla, estado de Turíngia.
Pertence ao Verwaltungsgemeinschaft de Seenplatte.

## Demografia
Evolução da população (31 de dezembro):
| - 1994 – 344 - 1995 – 344 - 1996 – 339 - 1997 – 332 | - 1998 – 330 - 1999 – 339 - 2000 – 328 - 2001 – 327 | - 2002 – 331 - 2003 – 325 - 2004 – 317 - 2005 – 317 |

Fonte: Thüringer Landesamt für Statistik